# Dobnagau
Dobnagau, auch Gau Dobena, war ein mittelalterlicher Gau im Vogtland, der die späteren Herrschaften Plauen und Voigtsberg (heutiger Stadtteil von Oelsnitz (Vogtland)) umfasste. Er entstand bei der Ostkolonisation und gehörte zur Mark Zeitz und geistlich zum Bistum Naumburg-Zeitz. Benannt ist er nach dem heutigen Plauener Ortsteil Dobenau.

## Geschichte

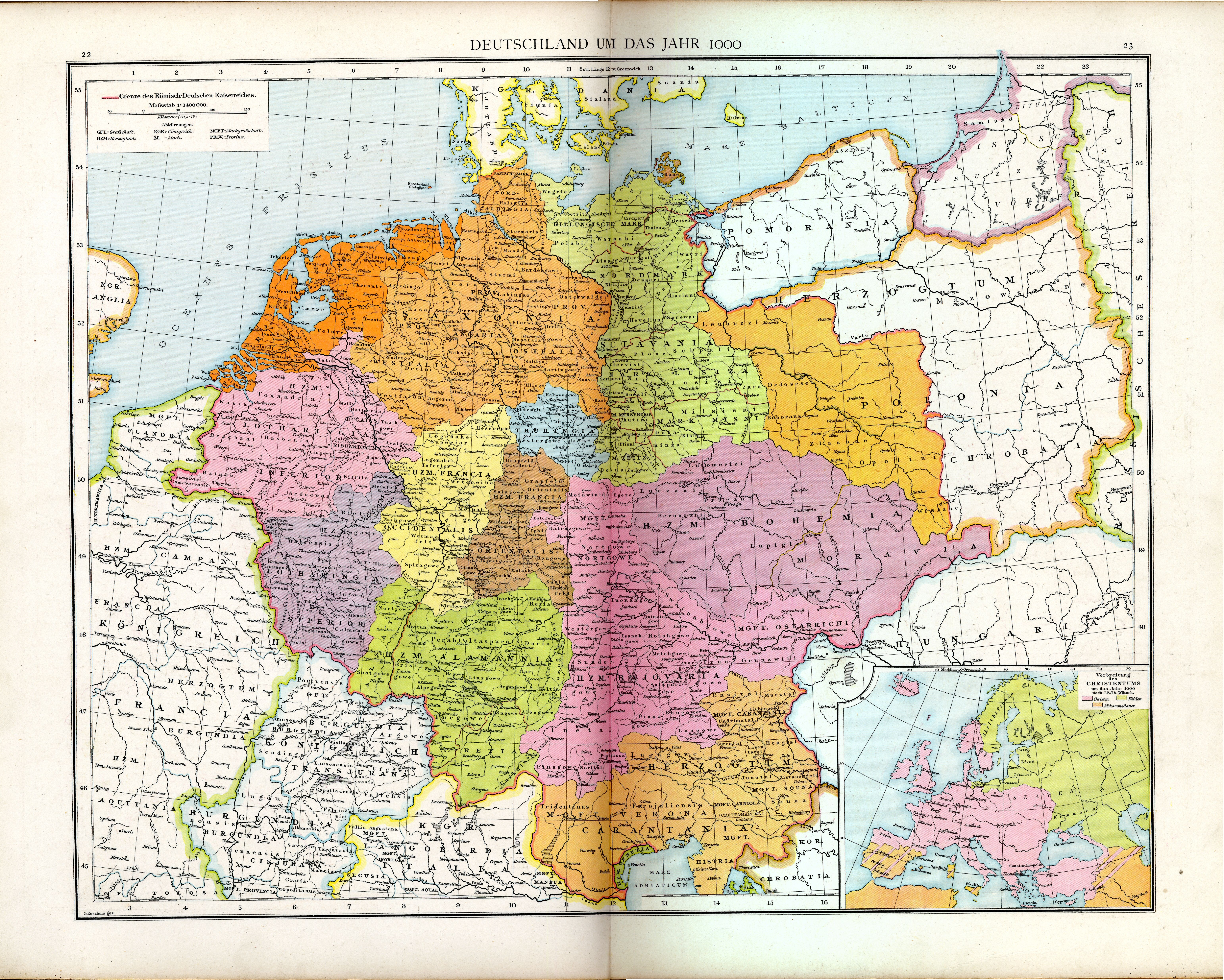
Der Dobnagau in der Mark Zeitz um das Jahr 1000

Ab etwa Anfang des 12. Jahrhunderts kamen Familienmitglieder der südniedersächsischen Grafen von Everstein (auch Eberstein genannt) in die Plauener Gegend und leiteten hier den Landesausbau durch Rodung und Ansiedlung vorwiegend fränkischer Siedler in den bis dahin slawischen Gebieten. In ihrem Gefolge brachten sie auch Ritter als Ministerialen und Lokatoren ins Land. Der erste Sitz der Eversteiner befand sich auf dem Dobenaufelsen im Syratal (heute ein Stadtteil von Plauen), nur geringe Reste haben sich davon erhalten.

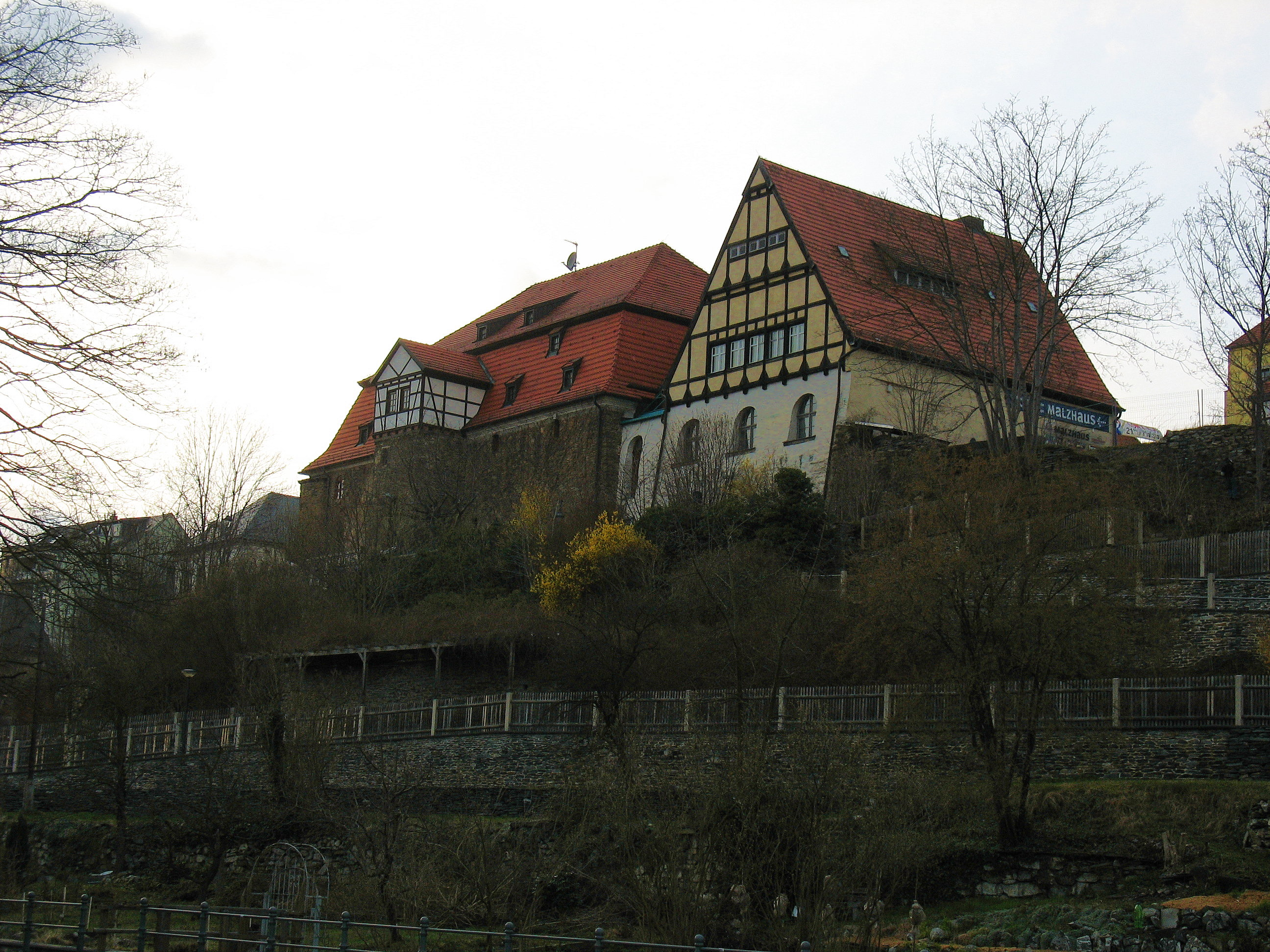
Malzhaus in Plauen, Überrest der Stadtburg der Ebersteiner

Bereits kurz vor 1122 stiftete Adalbert von Everstein die Johanniskirche in Plauen. 1122 wurde sie von Bischof Dietrich I. von Naumburg geweiht. Hierbei wurde das Gebiet erstmals urkundlich als pagus Dobna genannt, mit dem vicus plawe (Ort Plauen). Zu dieser Zeit hatten die Eversteiner ihren Sitz vermutlich bereits in ihre Stadtburg an der südwestlichen Ecke des Plauener Mauerrings verlegt, deren Überrest das heutige Malzhaus ist. Diese Stadtburg wird aber erst 1224 erstmals urkundlich erwähnt.
Zu dieser Zeit waren die Eversteiner vermutlich schon in ihre Heimat im Weserbergland zurückgekehrt (oder die dort ansässige Hauptlinie hatte die Neugründung Dobnagau geerbt). Denn 1236 erscheint Plauen zum ersten Mal im Besitz der Vögte von Weida. Offenbar war bereits Heinrich II. „der Reiche“ († um 1209) von Weida, Gera und Greiz von den Eversteinern mit Plauen belehnt worden und führte wie diese ebenfalls einen Löwen im Wappen. Die Vögte von Plauen erbauten sich dann die Plauener Burg als Sitz.
Am 25. Mai 1278 kam der bisherige Landesherr, der niedersächsische Graf Konrad von Everstein, persönlich nach Plauen und überschrieb seinem Schwager, dem Vogt Heinrich I., die Stadt Plauen und den Gau Dobena. Heinrich verblieb aber offensichtlich in einem losen Lehnsverband zum Grafen von Everstein, sein älterer Sohn Heinrich II. „der Böhme“ begründete die Linie der Vögte von Plauen, der jüngere, Heinrich Ruthenus, „der Russe“, gründete die jüngere Linie, das spätere Fürstenhaus Reuß. Die Vogtsfamilie regierte dann außer in Plauen auch in den Linien der Vögte von Weida und der Vögte von Gera. Nach ihr ist das Vogtland benannt.
Erst 1328 verzichtete Graf Hermann von Everstein auf alle Lehen im Gebiet Dobene. Die Vögte zu Plauen begaben sich 1327 unter böhmische Lehnsherrschaft. Im Vogtländischen Krieg von 1354–57 verloren die Vögte von Weida, Gera und Plauen den Großteil ihres Besitzes an Kaiser Karl IV. und die Wettiner. Plauen wurde kursächsisch. Die Plauener Vogtslinie, die mittlerweile in Meißen lebte, erlosch jedoch erst mit dem Tod Heinrich VI. von Plauen am 22. Januar 1572. Sein Besitz fiel an die verwandten Reußen.